# Louie Spears
Louie Butler „Mbiko“ Spears, Jr. (* 9. März 1935 in Oklahoma City) ist ein US-amerikanischer Jazzbassist, der vor allem durch seine Mitgliedschaft im Quintett von Billy Harper bekannt wurde.
Spears spielte Ende der 1960er-Jahre bei Eddie Harris, mit dem auch erste Aufnahmen entstanden (Free Speech, 1969) und 1970 auf dem Newport Jazz Festival gastierte. In den folgenden Jahren arbeitete er mit Bobby Hutcherson, John Carter, Kai Winding, Sathima Bea Benjamin, Horace Tapscott, Charles Owens und Dwight Dickerson. Ab 1979 war er Mitglied des Billy-Harper-Qunitetts, mit dem er auch in Europa tourte. Zu hören ist er auf Harpers Alben The Awakening (1979), Live On Tour In The Far East, Vol. 2 (1991), Somalia (1993) und Blueprints of Jazz, Vol. 2 (2006). In den 80er- und 90er-Jahren spielte er außerdem mit Curtis Peagler, Mat Marucci, Roger Hamilton Spotts, Buster Cooper und Hugh Brodie. Im Bereich des Jazz war er von 1969 bis 2008 an 38 Aufnahmesessions beteiligt.